# Зміїна гора

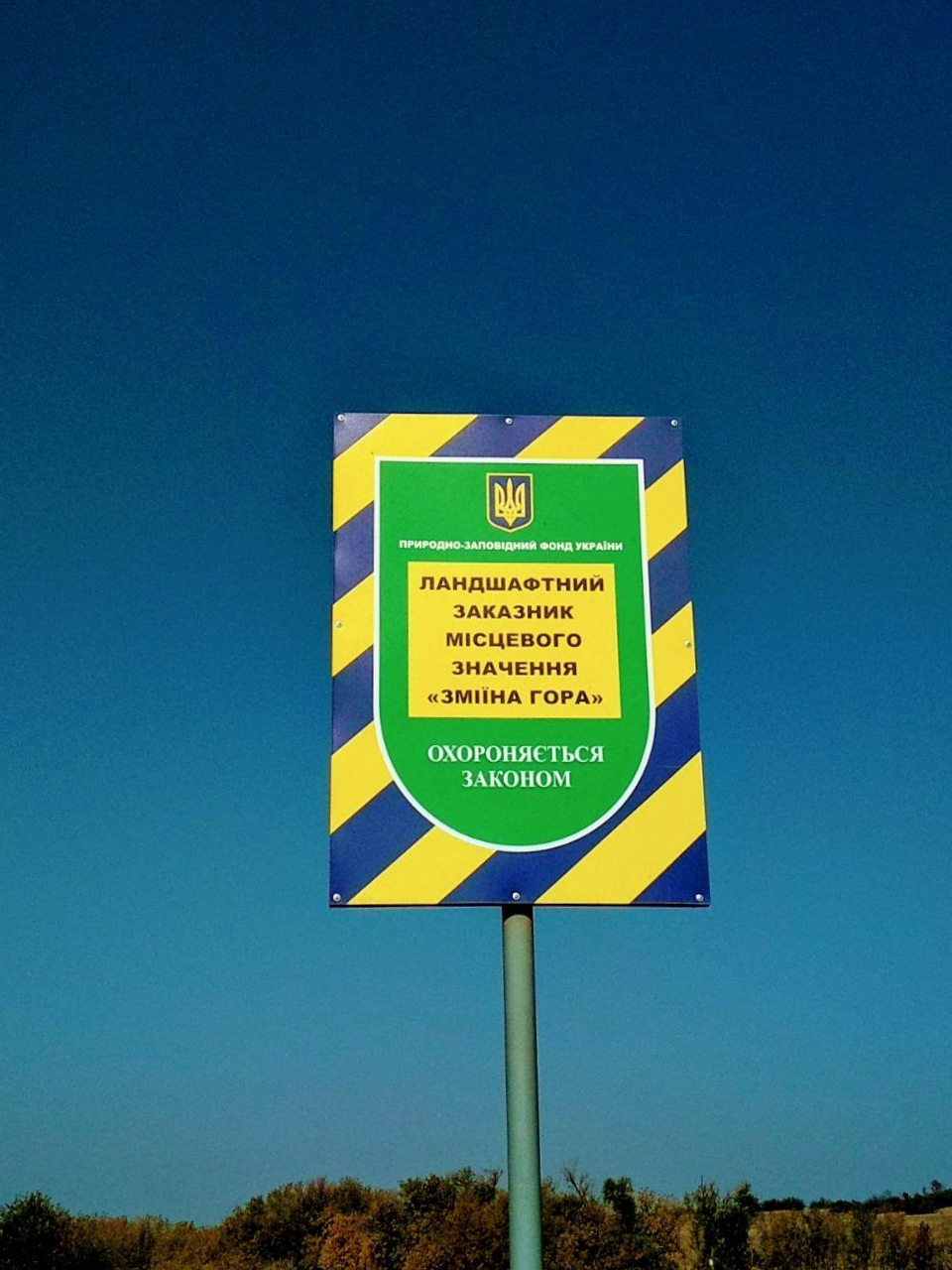
Охоронний знак

Змії́на гора́ — ландшафтний заказник місцевого значення в Україні в межах Донецької області на території Миколаївської міської ради Краматорського району та Краматорської міської ради.
Площа — 245,78 га, статус отриманий 2018 року.